# Sektion Göttingen des Deutschen Alpenvereins
Die Sektion Göttingen des Deutschen Alpenvereins e. V. (kurz DAV Göttingen) ist eine Sektion des Deutschen Alpenvereins. Der DAV Göttingen wurde am 22. November 1889 gegründet und ist somit eine der älteren und mit 4.447 Mitgliedern (Stand: 31. Dezember 2024) eine mittelgroße Sektion des Deutschen Alpenvereins.

## Sektionsvorsitzende
Eine chronologische Übersicht über alle Präsidenten der Sektion seit Gründung.
| Amtszeit  | Präsident / 1. Vorsitzender | Anmerkung                                          |
| --------- | --------------------------- | -------------------------------------------------- |
| 1889–1893 | Wilhelm Roscher             | Obmann der Sektion                                 |
| 1894–1896 | Johannes Orth               |                                                    |
| 1896–1898 | Ludwig Stackmann            | Landgerichtsrat                                    |
| 1898–1909 | Johannes Merkel             | Geh. Justizrat                                     |
| 1910–1912 | August Cramer               | Geh. Medizinalrat                                  |
| 1913–1945 | Otto Wolff                  | Universitätsrichter Landgerichtsrat Geh. Just. Rat |
| 1946–1949 | Wilhelm Voigt               | Bibliotheksrat                                     |
| 1949–1951 | Josef Goubeau               |                                                    |
| 1951–1964 | Hans Mortensen              |                                                    |
| 1964–1975 | Friedrich Schaffstein       |                                                    |
| 1975–1987 | Olaf Schomburg              | Vorsitzender Richter am Landgericht                |
| 1987–2006 | Hans-Jürgen Zobel           | Med. Präparator                                    |
| 2006–2014 | Richard Moser               |                                                    |
| 2014–2020 | Christian Habenicht         |                                                    |
| 2020–     | Jürgen Hilbig               |                                                    |

## Kletteranlagen
Nordwand Kletterwand in Weende. Die Sektion Göttingen hat auch eine Mobile Kletterwand.

## Berühmte Mitglieder
- Peter Misch, Teilnehmer an der Deutschen Nanga-Parbat-Expedition 1934